# Riu Santa
El riu Santa és un riu del nord-est del Perú, que recorre la regió d'Ancash. Neix a la llacuna Conococha, a 4.050 msnm, i travessa l'anomenat Callejón de Huaylas de sud a nord, continuant pel Cañón del Pato. A la costa, en el seu tram final, fa de límit natural amb la Regió de La Libertad i pren un curs nord-est-sud-oest fins a desembocar a l'oceà Pacífic, al nord de Chimbote, després de 347 quilòmetres de recorregut.